# Antonio Galeano
Antonio Galeano (Asunción, 22 de marzo de 2000) es un futbolista profesional paraguayo. Se desempeña en la posición de extremo en Ceará del Campeonato Brasileño de Serie A.

## Trayectoria
Llegó al São Paulo FC en noviembre de 2018, en calidad de préstamo cedido por el Club Rubio Ñu, primero empezó jugando para el São Paulo B.
El 18 de febrero de 2022, fue presentado oficialmente como nuevo jugador de Cerro Porteño, con vínculo de una temporada con opción a compra de 100% del pase.

## Selección nacional

### Sub-17
En las categorías inferiores de la selección de fútbol sub-17 de Paraguay disputó el Campeonato Sudamericano de Fútbol Sub-17 de 2017 y la Copa Mundial de Fútbol Sub-17 de 2017. En la cita mundialista llegó hasta la fase de grupos, anotó 2 goles y repartió 1 asistencia. En octavos de final, Galeano fue sustituido a la media hora y Estados Unidos goleó 5-0 con hat-trick de Timothy Weah.

### Sub-20
Estuvo presente en el Campeonato Sudamericano de Fútbol Sub-20 de 2019 y sumó minutos contados hasta la fase de grupos.

## Clubes
| Club                 | País     | Año       |
| -------------------- | -------- | --------- |
| Rubio Ñu             | Paraguay | 2018      |
| São Paulo (préstamo) | Brasil   | 2018-2021 |
| Cerro Porteño        | Paraguay | 2022-2023 |
| Nacional (préstamo)  | Uruguay  | 2023-act. |

## Palmarés

### Títulos regionales
| Título              | Club      | Estado    | Año  |
| ------------------- | --------- | --------- | ---- |
| Campeonato Paulista | São Paulo | São Paulo | 2021 |
| Campeonato Cearense | Ceará SC  | Ceará     | 2025 |

### Títulos nacionales
| Título            | Club     | País    | Año  |
| ----------------- | -------- | ------- | ---- |
| Torneo Intermedio | Nacional | Uruguay | 2024 |